# Абдул Латиф Абу Бакар
Абдул Латиф Абу Бакар (малайск.  Abdul Latif Abu Bakar ; 1 ноября 1952, Малакка) — малайзийский учёный-культуролог, педагог.

## Краткая биография
В 1971 году окончил среднюю школу Мунши Абдуллаха в Бату-Берендам. В 1971—1975 гг. учился в Университете Малайя (бакалавриат). В 1980 году закончил там же магистратуру. В 1997 защитил докторскую диссертацию.
Трудовую курьеру начал тьютором на кафедре истории гуманитарного факультета университета (1975—1980). В 1980—1987 гг. — преподаватель на кафедре малайских исследований, с 1989 г. — доцент. В 1997—2001 — заведующий этой кафедры, с 2001 года — профессор. В последующем преподаватель креативной технологии и наследия Келантанского университета. В настоящее время возглавляет школу наследия Международного исламского университета Малайзии.

## Участие в политической жизни
Принимал активное участие в политической жизни: в 1982—1987 гг. возглавлял отделение правящей Объединённой малайской национальной организации (ОМНО) в Бандар-Хилир, в 1984—1986 гг. — член комитета молодёжной организации ОМНО в г. Малакка, в 1984—1988 гг. — член секретарь бюро по культуре молодёжной организации ОМНО и член исполнительного комитета бюро по культуре и образованию ОМНО.

## Общественная деятельность
В 1970-е гг. участвовал в работе Организации по развитию малайского языка в Малакке. В 1990 году был избран вторым председателем Национальной федерации союзов писателей Малайзии (Гапена), в 2012—2016 гг. являлся её Первым председателем. В 1993—1998 гг. был заместителем председателя Ассоциации молодёжных клубов Малайзии (MAYC). В 1995 году принимал участие в разработке концепции «Малакка — исторический город» для включения Малакки в список Всемирного наследия ЮНЕСКО (включён в 2011 году). Ныне член руководства корпорации музеев Малакки и корпорации библиотек Малакки, Института истории и патриотизма Малайзии, председатель Института малайзийского искусства Малакки, член управляющего советаСовета по языку и литературе Малайзии, член жюри по присуждению ежегодной премии за лучшую книгу Малайзии.

## Награды
- Bintang Cemerlang Melaka (1993)
- Орден Darjah Mulia Seri Melaka и звание «Датук Вира» (1995)
- Орден Panglima Setia Mahkota и звание «Тан Сери» (2016)[3].

## Основные труды
- Perkembangan keintelektualan Melayu melalui polisi pelajaran kerajaan Inggeris sehingga 1941 (1978)
- Warisan sastera Melaka. Lembaga Bahasa Melayu (1984)
- Ilmu bantu untuk pengajaran penulisan kreatif & deskriptif (1985)
- Warisan dunia Melayu : teras peradaban Malaysia. Kuala Lumpur : Biro Penerbitan GAPENA, 1985
- Warisan Sastera Pulau Pinang. Kuala Lumpur: Biro Penerbitan Gapena, 1985.
- Malay poems. Dewan Bahasa dan Pustaka, Kementerian Pendidikan Malaysia, 1987
- Sejarah di Selat Melaka. Melaka: Institut Kajian Sejarah dan Patriotisme Malaysia (IKSEP) dan Persatuan Sejarah Malaysia, Cawangan Negeri Melaka (PSMCM), 1997.
- Peranan media dalam pilihan raya persekutuan (1998)
- Dunia Melayu dunia Islam: belia dalam pembangunan. Malacca: Institut Kajian Sejarah dan Patriotisme Malaysia, 2002.
- Pendidikan seni budaya dan warisan — satu gagasan dan perjuangan, 2006
- Masyarakat Portugis dan budaya Melayu (2007)
- Tragedi Kampung Mamali: satu titik hitam (2012)
- Kegemilangan empayar kesultanan Melayu Melaka dan Sulalatus Salatin dalam peradaban Malaysia, (2012)